# 切斯特联排

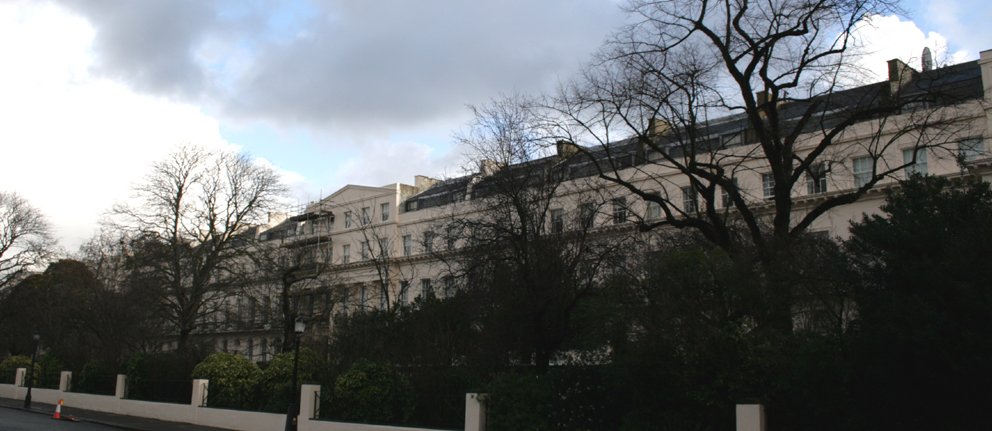
切斯特联排

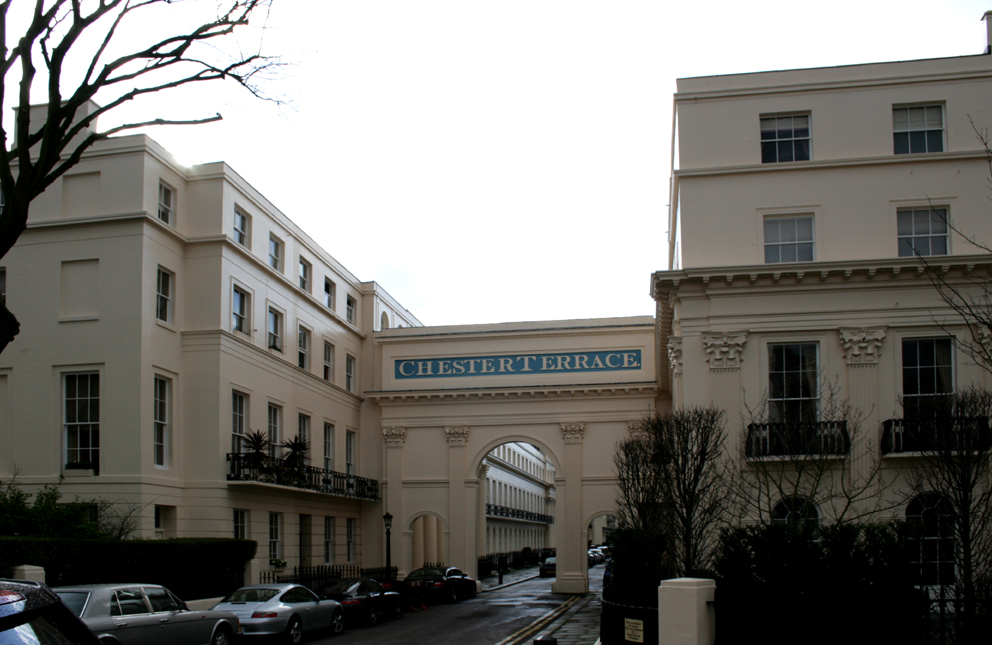
北端

切斯特联排（Chester Terrace) 是英国伦敦卡姆登区环绕摄政公园呈半月形的一系列联排住宅之一，由英国建筑师约翰·纳什设计。切斯特联排是其中立面不间断最长的联排住宅（约280米）。切斯特联排得名于乔治四世担任国王之前的一个头衔：切斯特伯爵。
所有42栋房屋均被列为一级登录建筑。它们由约翰·纳什设计，建于1825年。切斯特联排的每一端有一个科林斯拱门，顶部是蓝色背景的街名，可能是伦敦最大的路牌。切斯特联排有5栋房屋是半独立洋房，其中一栋是纳什住宅（切斯特联排3号，但是大门设在切斯特门）西侧有纳什的半身像，与朗豪坊诸圣堂的半身像相同。 
1963年，约翰·普罗富莫住在这条街上，他的情妇克莉丝汀·基勒后来住在切斯特以北仅100码处。
切斯特联排出现在乔治·奥威尔小说《让叶兰飘扬》（Keep the Aspidistra Flying）的1997年电影版本中。